# Raionul Bilmak, Zaporijjea
Bilmak (în ucraineană Більмацький район) este un raion în regiunea Zaporijjea, Ucraina. Reședința sa este așezarea de tip urban Kuibîșeve.

## Demografie
Componența lingvistică a raionului Bilmak
     Ucraineană (89,12%)
     Rusă (10,15%)
     Alte limbi (0,73%)
Conform recensământului din 2001, majoritatea populației raionului Bilmak era vorbitoare de ucraineană (89,12%), existând în minoritate și vorbitori de rusă (10,15%).